# Гусев, Денис Александрович
Дени́с Алекса́ндрович Гу́сев (род. 11 августа 1981) — профессиональный российский культурист, мастер спорта России по бодибилдингу. Победитель турнира Arnold Classic Europe (2013), серебряный медалист чемпионата мира (2013), победитель 3 профессиональных турниров IFBB Pro League, участник турнира Mr. Olympia 2016, в номинации «Men’s Physique/Менс Физик».

## Биография
Денис Гусев родился в городе Тихорецк Краснодарского Края. Отец Гусев Александр Михайлович — на пенсии, бывший рабочий завода «Красный молот», мать Гусева Вера Алексеевна — на пенсии, в бывшем помощник архитектора в городской архитектуре.
В 1998 году поступил на педагогический факультет в Кубанский государственный университет физической культуры, спорта и туризма, окончил бакалавриат в 2002 году с красным дипломом по специальности тренер-преподаватель. Спустя два года получил степень магистра. В 2007 году Денис переехал в Москву, где устроился на должность персонального тренера в World Class, проработав там до 2012 года. В 2012 году поступил в МЭСИ на факультет по специальности экономист-аналитик, который он закончил с красным дипломом в 2014 году, получив второе высшее образование.
В 2012 году начал карьеру в спорте, с выступлений в классическом бодибилдинге в лиге IFBB, а затем с 2014 года в Men’s Physique в IFBB Pro.
В 2013 году женился на Ксении Комиссаровой. В 2018 году у них родилась дочь Алиса.

## Образование
| # | Год         | Город     | Название учебного заведения                                                         | Факультет/Класс     | Специальность                                 | Документ                            |
| - | ----------- | --------- | ----------------------------------------------------------------------------------- | ------------------- | --------------------------------------------- | ----------------------------------- |
| 1 | 1988 — 1998 | Тихорецк  | Общеобразовательная школа-гимназия № 6                                              | Ученик 1-11 классов | Спортивно-военный класс                       | Диплом о среднем образовании        |
| 2 | 1998 — 2002 | Краснодар | Кубанский государственный университет физической культуры спорта и туризма          | Педагогический      | Тренер по ФКиС                                | Красный диплом о высшем образовании |
| 3 | 2001 — 2003 | Краснодар | Кубанский государственный университет физической культуры спорта и туризма          | Магистратура        | «Информационно-методическое обеспечение ФКиС» | Диплом о высшем образовании         |
| 4 | 2012 — 2014 | Москва    | Московский государственный университет экономики, статистики и информатики (МГУЭСИ) | Экономический       | Экономист-аналитик                            | Красный диплом о высшем образовании |

## Спортивная карьера
В 2012 году, в возрасте 31 года, Денис принял решение выступить на соревнованиях по классическому бодибилдингу. Его подготовку проводил Дмитрий Яшанькин — чемпион Arnold Classic USA 2012 года в дисциплине «классический бодибилдинг». За три месяца Денис смог набрать форму, позволившую ему войти в десятку лучших спортсменов России в этой категории. На первом в своей жизни чемпионате России Денис стал 8 из 16 участников.
В 2013 году выполнил норматив Мастера спорта России по бодибилдингу, став бронзовым призёром, в категории «классический бодибилдинг свыше 180 см», на Кубке России в Краснодаре
А уже осенью Денис принял решение выступать в новой категории «Men’s Physique». В этой категории главным критерием является эстетика и пропорции тела.
Осенью 2013 года Денис Гусев выиграл золотую медаль на турнире «Arnold Classic Europa» в номинации «Men’s Physique» в ростовой категории от 178 см.Фото ПРО-карты Гусева Денис..
Весной 2014 года Денис дебютировал в IFBB Pro League в США. Заняв 3-е место на турнире в Далласе, Гусев стал первым в истории атлетом не выступающим за США, кто попал в ТОП-3 на профессиональном турнире в категории Men’s Physique.
Осенью 2015 года Денис выиграл турнир «Neva Pro Show» став первым в истории Российского спорта атлетом, которому удалось занять первое место на турнире проводящегося IFBB Pro League. Благодаря этой победе Денис получил квалификацию на турнир «Мистер Олимпия»-2016.
Весной 2018 года Денис выиграл турнир в Италии, став Первым в истории Российского спорта атлетом мужского пола, кто выиграл турнир, проводимый IFBB Pro League, за пределами РФ.

## Кино и телевидение
- В 2013 году Денис снялся в эпизодической роли в фильме «7 главных желаний».[12]
- В 2016 году Денис заключил контракт с телеканалом «Пятница» на роль ведущего в рубрике «Ошибки фитнеса» в программе «Утро пятницы».[13]

## Книга
В 2019 году Денис совместно с изданием ЭКСМО выпустили книгу «Экстремальный рельеф. Как прокачать свои мышцы и рацион для достижения ультра-формы».

## Премии

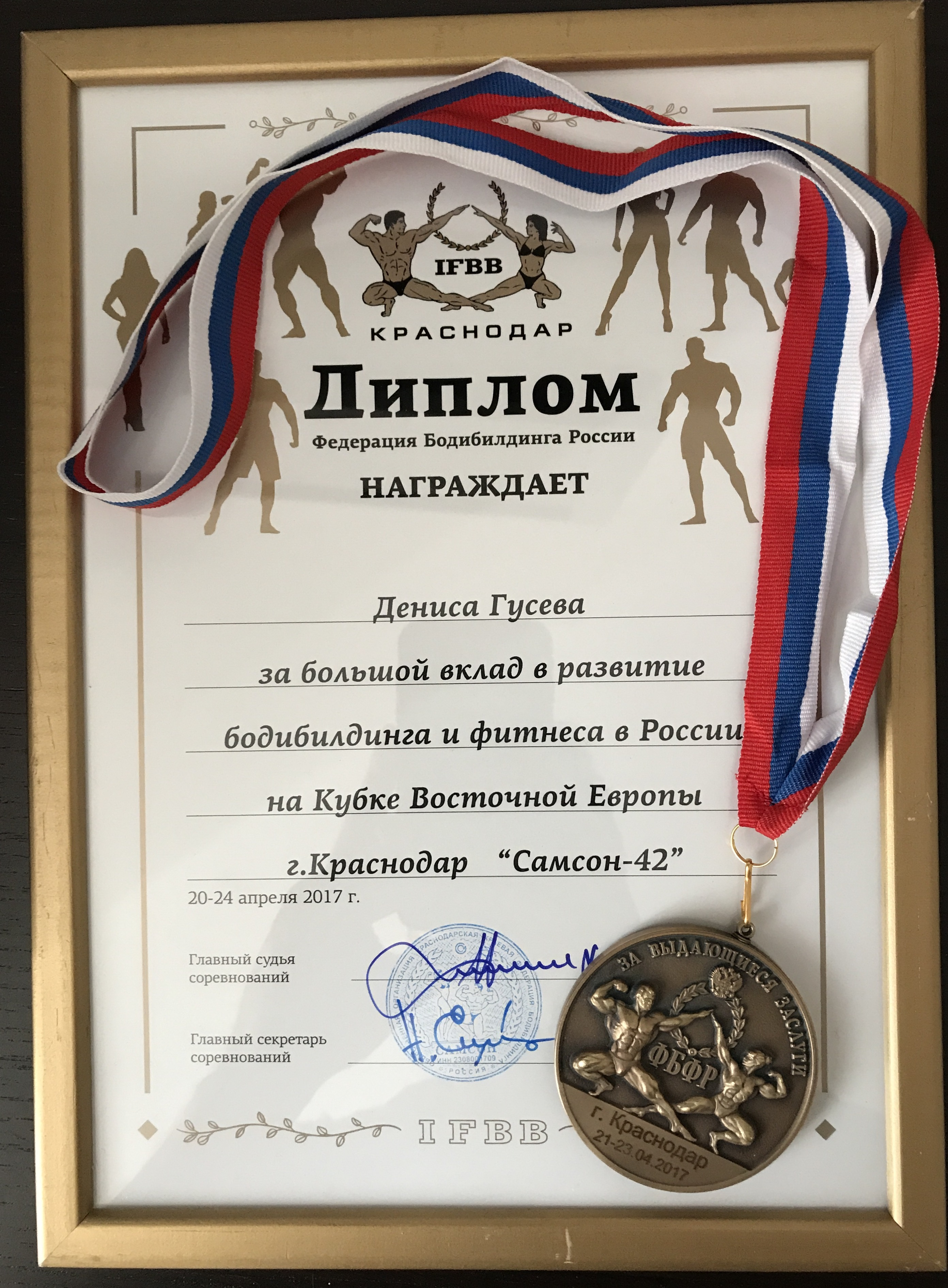
Медаль и диплом о награждении Дениса Гусева за вклад в развитие бодибилдинга в России

- В 2015 году Денис Гусев был признан самым медийным и успешным ПРО-бодибилдером в России по версии канала «Железный Рейтинг».[15]
- В сентябре 2016 года Денис получил премию журнала «Железный Мир» — «FITNESS & MEDIA AWARDS 2016» в номинации «Блогер года»[16], за серию видеороликов «Дорога на Олимпию».[17]
- В декабре 2016 года Денис был назван «Победителем битвы на медийном поле России», по версии портала «Team EastLabs».[18]
- В апреле 2017 года Дениса наградили дипломом от Федерации Бодибилдинга России за "Большой вклад в развитие бодибилдинга и фитнеса в России.[19]
- В 2018 году Денис был признан самым медийным и популярным атлетом по версии спортивного канала Bodymania. «Bodymania».[20]
- В 2018 году Денис был признан самым медийным лицом российского бодибилдинга и фитнеса по версии портала «Team EastLabs».[21]
- В 2019 году Денис был награждён Книгой Рекордов России, как «Победитель наибольшего количества профессиональных турниров IFBB PRO LEAGUE» «Книга Рекордов России».[22]

## Историявыступлений среди любителей
| # | Год  | Сезон | Соревнования (Федерация)                                    | Категория                              | Место | Количество участников |
| - | ---- | ----- | ----------------------------------------------------------- | -------------------------------------- | ----- | --------------------- |
| 1 | 2012 | осень | Открытый Чемпионат Московской области (ФБФР)                | Классический Б/Б, Абсолютная категория | 4     | 14                    |
| 2 | 2012 | осень | Открытый Чемпионат Москвы (ФБФР)                            | Классический Б/Б, мужчины свыше 175    | 8     | 13                    |
| 3 | 2012 | осень | Чемпионат России (ФБФР)                                     | Классический Б/Б, мужчины свыше 180 см | 8     | 13                    |
| 4 | 2013 | весна | Открытый Кубок Московской Области (ФБФР)                    | Классический Б/Б, мужчины абсолютная   | 5     | 24                    |
| 5 | 2013 | весна | Открытый Кубок Москвы (ФБФР)                                | Классический Б/Б, мужчины свыше 175 см | 3     | 15                    |
| 6 | 2013 | весна | Кубок Восточной Европы/Открытый Кубок России (ФБФР)         | Классический Б/Б, мужчины свыше 180 см | 3     | 24                    |
| 7 | 2013 | осень | Women’s World Amateur Championships / Чемпионат Мира (IFBB) | «Men’s Physique Over 178 cm»           | 2     | 13                    |
| 8 | 2013 | осень | Arnold Classic Europe (IFBB)                                | «Men’s Physique Over 178 cm»           | 1     | 141                   |

## История выступлений среди профессионалов
| #  | Год  | Дата          | Соревнования              | Место проведения              | Место | Количество участников |
| -- | ---- | ------------- | ------------------------- | ----------------------------- | ----- | --------------------- |
| 1  | 2014 | 12 апреля     | Grand Prix Pro            | Los Angeles, California, USA  | 16    | 32                    |
| 2  | 2014 | 3 мая         | Pittsburgh Pro            | Pittsburgh, Pennsylvania, USA | 12    | 31                    |
| 3  | 2014 | 10 мая        | Europa Super Show         | Dallas, Texas, USA            | 3     | 34                    |
| 4  | 2014 | 8 ноября      | Kentucki Muscle Pro       | Louisville, Kentucky, USA     | 14    | 22                    |
| 5  | 2014 | 18 октября    | Fort Lauderdale Pro       | Fort Lauderdale, Florida, USA | 13    | 39                    |
| 6  | 2014 | 25 октября    | Dayana Cadeau Pro Classic | Coral Springs, Florida, USA   | 3     | 18                    |
| 7  | 2014 | 15 ноября     | Felicia Romero Pro        | Mesa, Arizona, USA            | 10    | 26                    |
| 8  | 2015 | 18 апреля     | Miami Muscle Beach Pro    | Miami, Florida, USA           | 6     | 29                    |
| 9  | 2015 | 10 мая        | New York Pro              | Teaneck, New Jersey, USA      | 16    | 43                    |
| 10 | 2015 | 31 мая        | Puerto Rico Pro           | San Juan, Puerto Rico         | 4     | 21                    |
| 11 | 2015 | 7 ноября      | Neva Pro Show             | Saint Petersburg, Russia      | 1     | 7                     |
| 12 | 2015 | 15 ноября     | San Marino Pro            | San Marino                    | 3     | 5                     |
| 13 | 2016 | 7 мая         | Stockholm Pro             | Stockholm, Sweden             | 6     | 7                     |
| 14 | 2016 | 17 сентября   | Mr. Olympia               | Las Vegas, Nevada, USA        | 16    | 40                    |
| 15 | 2016 | 24 сентября   | Asia Grand Prix           | Seoul, South Korea            | 5     | 7                     |
| 16 | 2016 | 29-30 Октября | Moscow Power Pro Show     | Moscow, Russia                | 4     | 14                    |
| 17 | 2018 | 13 Мая        | Galaxy Pro                | Bari, Italy                   | 1     | 11                    |
| 18 | 2018 | 3 Июня        | San Marino Pro            | San Marino                    | 10    | 13                    |
| 19 | 2018 | 13 Июня       | Veronica Gallego Pro      | Alicante, Spain               | 6     | 18                    |
| 20 | 2018 | 18 Ноября     | Japan Pro                 | Tokyo, Japan                  | 7     | 10                    |
| 21 | 2018 | 25 Ноября     | Romania Muscle Fest Pro   | Bucharest, Romania            | 6     | 17                    |
| 22 | 2018 | 1 Декабря     | Jicheng Sanya Classic     | Sanya, China                  | 4     | 10                    |
| 23 | 2018 | 8 Декабря     | Shawn Rhoden Classic      | Manila, Philippines           | 1     | 12                    |
| 24 | 2019 | 3 Ноября      | Romania Muscle Fest Pro   | Bucharest, Romania            | 14    | 24                    |
| 25 | 2019 | 17 Ноября     | Japan Pro                 | Tokyo, Japan                  | 16    | 27                    |
| 26 | 2019 | 19 Декабря    | San Marino Pro            | Padova, Italy                 | 11    | 19                    |
| 27 | 2020 | 11 Декабря    | Romania Muscle Fest Pro   | Bucharest, Romania            | 6     | 17                    |
| 28 | 2020 | 15 Декабря    | San Marino Pro            | San Marino, San Marino        | 5     | 12                    |
| 29 | 2021 | 31 Октября    | KO Pro                    | Cairo, Egypt                  | 4     | 19                    |
| 30 | 2021 | 14 Ноября     | Romania Muscle Fest Pro   | Bucharest, Romania            | 16    | 32                    |
| 31 | 2021 | 28 Ноября     | Bigman Weekend Pro        | Alicante, Spain               | 16    | 29                    |

## Рекламная деятельность
Денис многократно попадал на обложку журналов: дважды на «Muscle and Fitness», «Железный Мир», «ГеркулесЪ», «Fitness Magazine», «Jornl». Денис был лицом фитнес-клуба «X-Fit».

## Трудовая деятельность
| # | Год                       | Город     | Название компании                                 | Род деятельности компании  | Должность                    |
| - | ------------------------- | --------- | ------------------------------------------------- | -------------------------- | ---------------------------- |
| 1 | 2000-2002                 | Краснодар | «Адреналин»                                       | Ночной клуб                | Бармен                       |
| 2 | 2002-2003                 | Краснодар | «Небеса»                                          | Ночной клуб                | Бармен                       |
| 3 | 2004-2005                 | Краснодар | «Евросеть»                                        | Сеть салонов сотовой связи | Продавец-консультант         |
| 4 | 2005-2006                 | Краснодар | «Евросеть»                                        | Сеть салонов сотовой связи | Тренинг менеджер по продукту |
| 5 | 2007-2012                 | Москва    | «World Class»                                     | Сеть фитнес клубов         | Фитнес тренер                |
| 6 | 2014 — 2022               | Москва    | ООО «Сантал» Сайт компании Сантал.                | Оконное производство       | Акционер                     |
| 7 | 2017 — 2022               | Москва    | ООО «Level Kitchen» Сайт компании Level Kitchen.  | Пищевое производство       | Акционер                     |
| 8 | 2018 — по настоящее время | Москва    | «Школа Фитнеса Дениса Гусева» Сайт школы фитнеса. | Курсы фитнес тренеров      | Владелец                     |
| 9 | 2022 — по настоящее время | Москва    | "Villagio Estate" Сайт поселка.                   | Строительство              | Подрядчик                    |